# Plac Kobzdeja
Plac im. Dariusza Kobzdeja (niem. Erdbeermarkt) – plac w Gdańsku, dawniej noszący nazwę Targ Truskawkowy.
Plac Kobzdeja był niegdyś częścią Targu Drzewnego. W wyniku błędnego tłumaczenia Targ Truskawkowy jest nazywany Targiem Poziomkowym. Nadano mu imię zmarłego w 1995 gdańskiego działacza antykomunistycznego Dariusza Kobzdeja.

## Położenie
Plac przylega od zachodu do Targu Drzewnego, od południa do ul. Szerokiej a od północy do Podwala Staromiejskiego. Wschodnia krawędź oparta jest na pozostałościach średniowiecznych murów miejskich.
Na placu znajduje się skwer oraz, od 1999 roku, fontanna ufundowana przez niemieckie miasto Brema. Od wschodu na plac wychodzi Baszta na Podmurzu.

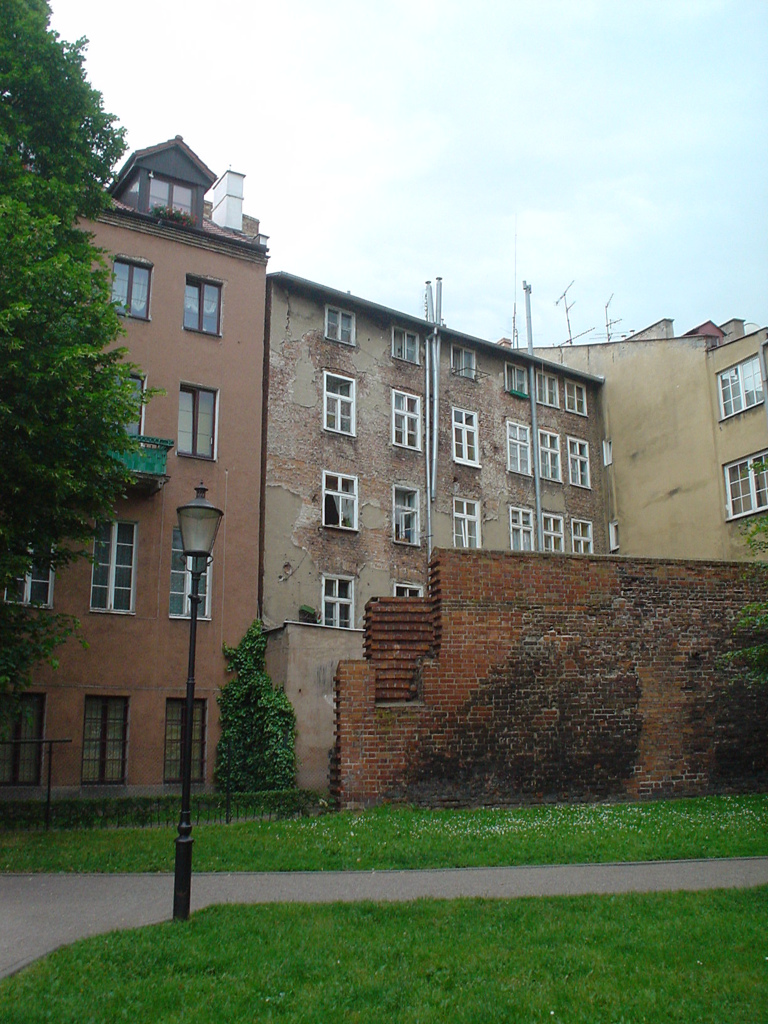
Wschodnia krawędź placu z pozostałością średniowiecznych murów miejskich
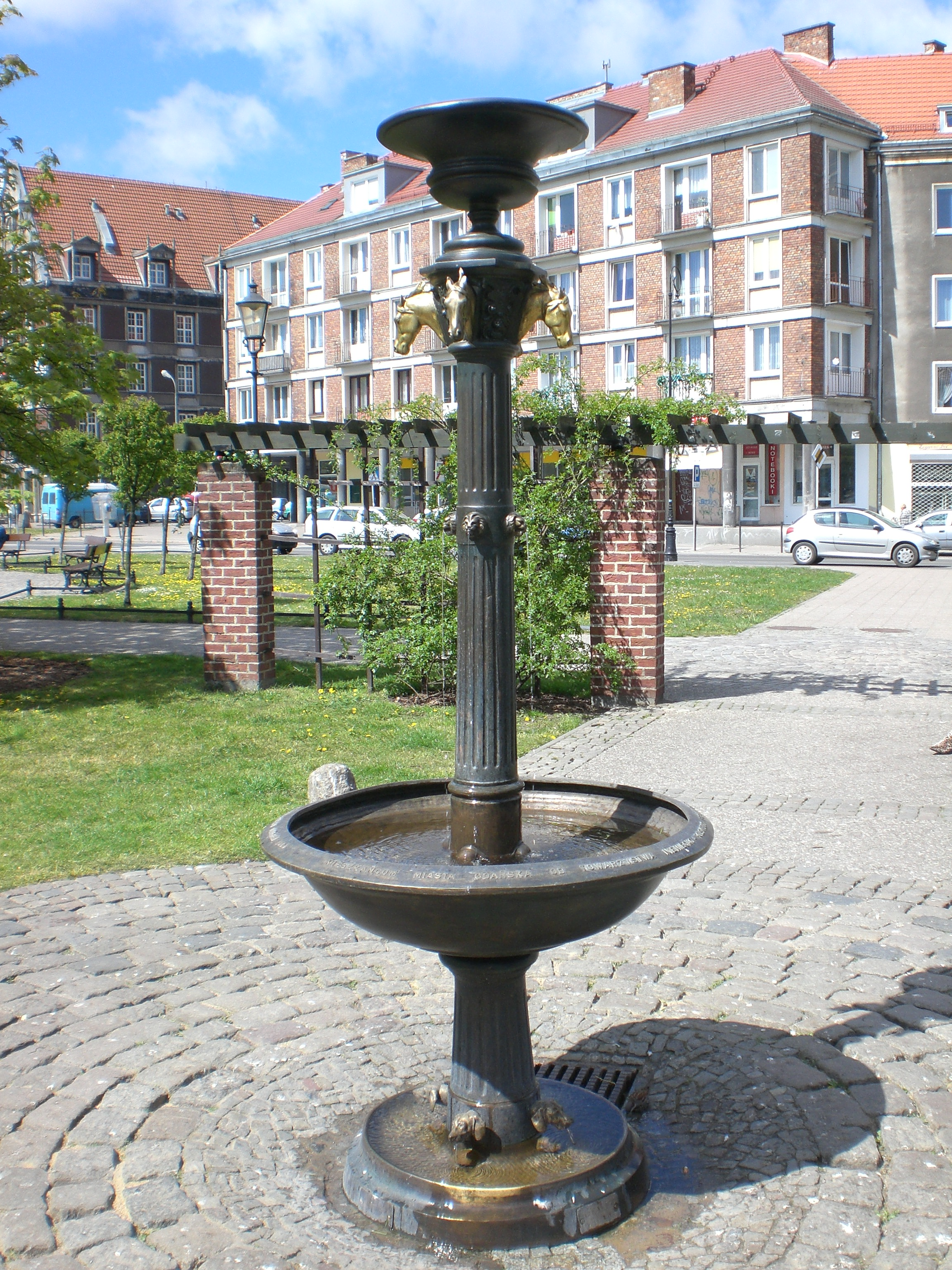
Fontanna Bremeńska